# Presó d'Àlaba
El Centre Penitenciari d'Àlaba és el principal centre penitenciari d'Àlaba. Va reemplaçar a l'anterior presó de Nanclares de l'Oca. També és coneguda també conegut com a Centre Penitenciari de Zaballa per ser el nom de la zona en la qual està construïda.

## Història
Al març de 2006, es va anunciar que interior tancaria la presó de Nanclares i que construiria una altra en terrenys pròxims, en quedar-se aquesta obsoleta i sense lloc per a més presos. Finalment, les obres van començar a finals de 2008 a l'antic polvorí militar de Zaballa, al costat del Mont San Miquel, molt a prop del poble de Subilla Gasteiz, però encara dins del terme local de Nanclares de l'Oca. Malgrat el gran rebuig a les obres, aquestes es van desenvolupar sense grans problemes i el 2011 la nova presó va ser inaugurada.
És coneguda popularment com la macrocárcel, a causa de la seva grandària equivalent al de 18 camps de futbol (80.000 m²). Compta amb gimnàs, piscina, 720 cel·les de 13 m² cadascuna, poliesportiu, biblioteca, aules d'informàtica i de música, entre d'altres.
Manca de torres de control i vigilància aparents, encara que més de 200 càmeres de televisió vigilen cada racó de l'edifici. El seu perímetre de seguretat, de 3 quilòmetres, està format per cinc tanques i murs de fins a sis metres d'altura, alguns dotats de filferros antifuga.